# 地球帝国II：霸权的艺术
《地球帝国II：霸权的艺术》是《地球帝国II》的资料片。2006年2月15日发布。增加了新内容。

## 内容
该作新增了四个文明：法国、俄罗斯、祖鲁、馬薩依。在战役方面，该作增加了自定义战役编辑器，脚本编辑器等。新增的三个战役：拿破仑战争、 古埃及战争。以及一个发生在未来的战争。
还有一些改进，包括战争范围，英雄单位，领导等。增加了一批新模型。

## 战役
第一个战役发生在古埃及法老统治时期。第二个发生在处于拿破仑扩张战争时期的俄国。第三个发生在未来，是非洲和馬薩依部落争取独立的战争。
埃及战役的时间设定为公元前2183年到公元前2152年，玩家在该战役中将接受许多任务，诸如清剿强盗，清除异教徒，最后去消灭一支与埃及有不共戴天之仇的敌军。
俄罗斯战役发生在1805年到1813年之间，游戏领导是沙皇亚历山大一世(Tsar Alexander I)。该战役的大部分任务都是给盟国提供资源，玩家可以建造军队来抵御拿破仑军队的入侵。而抵挡拿破仑入侵是该战役的倒数第二个任务。战役最后，玩家可以摧毁己方所有建筑，避免落入敌手。
馬薩依战役发生在不久的将来(2037年夏—2039年春)。游戏的任务重心就是“自由”。玩家指挥军队摆脱肯尼亚各个部落被外国集团控制的局面。最后，玩家有足够的军事力量使肯尼亚获得独立，让肯尼亚成为世界舞台上重要的一员。

## 反应
该作的新内容获得了一些普通的评价。一些评论员对他很不满意。GameSpot只给他5.4分(10分制)，并说：“法国和俄罗斯文明已经在其他即时战略用充分开发了；一些内容应该作为地球帝国 II的补丁部分出现；一些新加的规则没有意义”。而GameSpot英文站玩家给的分数是7.3(10分制)，GameSpot中文站玩家给的分数是9.0(10分制)。Gamespy仅仅只给了5.9分，说他：“文明设计很普通，网战部分也没有精彩之处，战役配音拙劣，地图炫耀制作技术，华而不实” 。
GameCaptain给的评分是8.0(10分制)